# 쩔어 (GD&TOP의 노래)
〈쩔어〉(영어: ZUTTER)는 대한민국의 음악 그룹 빅뱅의 래퍼 G-DRAGON과 T.O.P으로 구성된 유닛 그룹 GD&TOP의 노래이다. 이 노래는 2015년 8월 5일, YG 엔터테인먼트를 통해 디지털 음원으로 발매되었다. MADE 시리즈의 E의 첫 번째 노래이다.

## 배경
"쩔어"는 GD&TOP이 4년만에 유닛으로 발표한 노래로 2015년 7월 24일 티저 포스터가 공개되었다.
지드래곤은 "쩔어"의 랩가사에 대해 가장 어려운 시간이였다고 고백하며, “지금까지 오랜기간 랩을 해왔지만 요즘에 다시 돌아보게 된다. 방송에서 랩이 화제가 됐지않나?”며 “이번에도 가사에 신경을 쓰게 됐다”고 말했고, 이에 승리는 '쇼미더머니4'를 언급했고, 태양도 “옆에서 지드래곤이 가사를 열심히 쓰는 모습을 봤는데 정말 심혈을 기울인 것 같았다”고 말했다.

## 차트 성적
"쩔어"는 발매 첫 주 280,817 디지털 카피를 판매해, 그들의 또 다른 노래 "우리 사랑하지 말아요"에 이어 가온 디지털 차트 2위를 기록했다. 가온 스트리밍 차트 7위, BGM 차트 19위, 모바일 차트 32위를 차지했다. 2주차에는 116,572 디지털 카피를 판매해 가온 디지털 차트 4위를 기록하였다.
이 노래는 미국 빌보드 월드 디지털 송 차트와 중국 QQ 뮤직 비디오 차트에서 2위를 기록하였다.

## 평가
미국 빌보드는 "쩔어"에 대해 “중독적인 힙합 비트에 지드래곤과 탑의 독보적인 래핑 스타일이 돋보이는 곡”이라고 언급했다.
한국의 매체 OSEN는 “'타짜 지드래-고니와 대길이의 합작'으로 래퍼라인의 폭발적인 에너지가 인상적이다. T.O.P, 지드래곤의 독특한 플로우와 비트감 넘치는 랩이 귀를 사로잡는다. 지드래곤의 또박또박 귀를 때리는 딕션과 T.O.P의 중저음 카리스마 음색이 돋보이는 래핑이 조화를 이룬다. '쩔어'로 이어지는 라임과 '타짜 지드래-고니와 대길이의 합작' 같은 가사가 재미있다.”라고 평했다.
2015년 8월 12일, "쩔어"는 KBS로부터 비속어('쩔어' 반복, 부적절한 제목)와 저속한 표현 등을 이유로 방송 부적격 판정을 받았고, 이에 대해 YG 엔터테인먼트는 “곡의 의도를 살리기 위해 '쩔어'의 가사를 수정할 계획은 없다"고 입장을 밝혔다.
"쩔어"의 뮤직 비디오는 공개 18일만에 유튜브 조회수 1,000만을 돌파하였다.

## 뮤직 비디오
뮤직 비디오는 빅뱅의 이전의 "Fantastic Baby"와 "BAE BAE", "뱅뱅뱅 (BANG BANG BANG)"의 뮤직 비디오를 연출한 서현승 감독이 맡았다. 어두운 분위기와 거친 영상미로 한 편의 범죄영화 혹은 로드무비를 연상케하는 이 뮤직 비디오는 지드래곤과 T.O.P 외에도 여러 캐릭터들이 등장하는데, YG 엔터테인먼트에 소속된 방송인 유병재가 카메오 출연하였다. 음반 발매 이전에 T.O.P이 자신의 SNS에 게재해 화제를 불러일으켰던 '돼지' 이미지는 뮤직 비디오의 스포일러였음이 드러났다.

## 차트
| 차트 (2015)                        | 최고 순위 |
| ---------------------------------- | --------- |
| 대한민국 (가온 주간 싱글 차트)     | 2         |
| 대한민국 (가온 주간 다운로드 차트) | 2         |
| 대한민국 (가온 주간 스트리밍 차트) | 2         |
| 대한민국 (가온 주간 모바일 차트)   | 12        |
| 대한민국 (가온 월간 싱글 차트)     | 4         |
| 대한민국 (가온 월간 스트리밍 차트) | 4         |
| 대한민국 (가온 월간 다운로드 차트) | 6         |
| 미국 월드 디지털 송 차트 (빌보드)  | 2         |

### 판매량
| 차트                              | 순위    |
| --------------------------------- | ------- |
| 대한민국 가온 디지털 차트         | 743,187 |
| 미국 월드 디지털 송 차트 (빌보드) | 6,000   |

## 발매일
| 국가     | 날짜            | 포맷            | 레이블                   |
| -------- | --------------- | --------------- | ------------------------ |
| 대한민국 | 2015년 8월 5일  | 디지털 다운로드 | YG 엔터테인먼트, KT 뮤직 |
| 세계     | 2015년 8월 5일  | 디지털 다운로드 | YG 엔터테인먼트, KT 뮤직 |
| 일본     | 2015년 8월 12일 | 디지털 다운로드 | YG 엔터테인먼트, YGEX    |